# 飯田浩司
飯田 浩司（いいだ こうじ、1981年12月5日 - ）は、ニッポン放送コンテンツプランニング（CP）局アナウンス室所属のアナウンサー。

## 来歴
神奈川県横須賀市出身で、生誕地は東京都大田区西蒲田である。幼少期は横浜市保土ヶ谷区に居住し、小学校に上がる前に父方の祖父母が居住していた出身地の横須賀に転居し、大学卒業まで居住した。
大矢部小学校在校中の小学6年時、放送委員会に所属し、ちょうどその頃テレビの競馬中継を見ていたことで実況のカッコ良さを知ったことから、運動会でのアナウンスで徒競走で競馬中継調で実況をしたところ、父兄らにウケるなど周りの評価を得たことで「喋りでこんなに盛り上がってもらえて面白い」と思ってアナウンサーになることを目指す。神奈川県立追浜高等学校を卒業後、横浜国立大学経営学部国際経営学科に入学した。学生時代はイベントサークルに所属し、大学祭実行委員会で活動していた。また、アルバイトは実家の近所に所在するセブン・イレブンの深夜シフト担当や塾講師として世界史の講師を担当し、アナウンススクールとして、ラジオNIKKEIのレースアナウンサー養成講座に通っていた。大学3年の秋からアナウンサー専門職での就職活動を行っていたため、民放キー局から始まり、準キー局、基幹局（北海道、福岡）、岡山の放送局を受験し、その中で内定を得たニッポン放送に卒業後の2004年4月に入社した。同期社員は、編成局ディレクターの長濱純。また、大学の先輩に2001年に入社した元同局・フジテレビアナウンサーで、現在はフジテレビ報道局企画取材部総務省担当記者の冨田憲子、後輩で部下にも当たる2020年の新人アナウンサーである内田雄基が居る。
当時：有楽町の現本社が建て替えプロジェクト中で、港区台場のFCGビルに入居していたこともあり、同年5月13日から6月18日までFNS新人アナウンサー研修を受講していた。研修同期はフジテレビアナウンサーの倉田大誠、アナウンサー兼報道局社会部記者の斉藤舞子、現在はフリーアナウンサー・タレントの高橋真麻で、チューターは向坂樹興、軽部真一、笠井信輔であった。研修以後、同局開局記念日に初鳴きをさせる慣習に倣い、同年7月15日に放送された、『ニッポン放送開局記念日スペシャル 笑顔が一番!あなたと一緒に50年』の楽曲リクエスト受付センターリポーターとして初鳴きした。
旧：制作部配属だったため、バラエティ番組の担当となり、主に番組アシスタントや街角中継リポーターを入社後から長く務めていた。しかし、後述の報道番組を担当することで、業界内外含め、在外日本人を含めた全国リスナーの支持を得ることとなり、2021年3月5日に行われた同局が主催している「JAPAN PODCAST AWARDS 2020」で、同業他局で制作されている番組ばかりが審査員ノミネート作品に選出され、同局関連のPodcast番組が残らなかった中で、飯田個人で発信しているPodcast番組がリスナーズ・チョイスで7位に選出された。
2021年4月人事で、同局CP局アナウンス室担当副部長に昇進した。
プライベートでは、2011年6月14日に担当番組だった『小倉智昭のラジオサーキット』の中継コーナーで知り合った2歳年上の一般人女性と交際を経て結婚した。この式の司会を務めたのが『ラジオサーキット』のメインパーソナリティでもある小倉智昭であり、そのことについて言及することがある。その後、2015年2月19日放送の『ザ・ボイス』の番組放送中、共演者である青山繁晴（当時：独立総合研究所社長）にバラされる形で、同年2月16日に男児を授かったことを番組内で報告した。

## 人物
- アナウンサー専門職での就職活動時、スポーツ実況がやりたかったので選考の際に動画共有サービスに投稿されていたバックスクリーン3連発のラジオ実況中継（ABCラジオナイターの元朝日放送アナウンサーの武周雄）を覚え、披露し好評を得ていたと述べている[1]。
- 趣味は競馬で、前述のように小学生の頃から競馬中継にハマっていたこともあり、中学生の頃にはオグリキャップの本で読書感想文を書き、佳作を受賞したことがあった[4]。その後も堺正幸らの競馬実況の真似を続けていたこともあった[注 4][4][15]。『ショウアップナイターバッテリー』では毎週金曜日に「燃えるG-1」として、週末に行われる競馬の重賞レースの予想コーナーを持っていたことがあり、このコーナーではスポーツアナウンサーではないが、コーナーの終盤に飯田による架空レース実況が行われていた。また、香港競馬レースのことを昔のブログで執筆しており、香港国際競走は毎年現地観戦しに行っている。そのため、この趣味をキッカケに後述のニュースの現場取材で2019年-2020年香港民主化デモに行くキッカケにもなった。しかし『日曜競馬ニッポン』に係わったことはなく、これに不満に思っていたこともあったが、同番組司会で、『飯田浩司の「声だしていこー。」』でも共演していた、スポーツ部契約アナウンサーである清水久嗣[注 5] の実況を聴いて「自分より断然上手い」と思ってこれには諦めがついたと回想している[4]。
- 小学生時に飯田の父の影響を受け鉄道ファンとなり、ザ・ボイスの番組内や自身のブログのエントリーで、鉄道についての考えの発信をしている。東日本大震災取材の際には、JR東日本の気仙沼線や大船渡線で使用されている「BRT（バス高速輸送システム）」について独自の視点を述べ[16]、その後、特別番組として『三陸鉄道全線復旧の舞台裏に隠された光と影～なぜ鉄道でなければならないのか？～』（2014年5月5日）ナレーターを担当した。なお、鉄道の他に旅客機好きで[4]、幼少期から飯田の親戚が大田区の複数地区に居住していたため、東京国際空港へ至近でよく航空機を見に連れて行って貰った影響である[17]。取材と称して各国際空港やエアラインの取材を行っている[18]。
- 2011年6月19日に都内ホテルで結婚式・披露宴を執り行った際、小倉智昭が結婚披露宴の司会を務めた[19]。
- 2004年の入社以来、2021年4月に新入社員として入社した飯田の部下で大学の後輩でもある内田が入社するまで、ニッポン放送のCP局アナウンス室所属最年少の男性アナウンサーであった[注 6]。また、年齢と比較し見てくれが、老け顔で薄毛キャラであるとイジられている[20]。また、平日夕方時代になってからは飯田が番組放送前に朝の『OK! Cozy up!』に出演し、時間を開けて『ズーム』に出演しているため、自身のヒゲの剃り跡が濃くなっている状態で番組に出演している様を、辛坊から「大宮デン助みたい」と自身がテレビの劇場中継番組で視聴していた喜劇役者であった大宮敏充の様に似ていると番組内で話題にしてイジリ出した結果、Googleの検索サジェスト機能で「大宮デン助」の次に来る検索ワード上位が飯田の名前になるまでとなった[21]。また、旧制作部（現：CP局アナウンス室）所属のアナウンサーの多くは、若年層向けの夜ワイド番組の担当を経験しているが、飯田の場合「見た目も喋りも老けている」ためか、1度もレギュラーで担当することはなかった[注 7][4]。同局で『佐久間宣行のオールナイトニッポン0(ZERO)』を担当している元テレビ東京制作局CP制作チーム部主事（プロデューサー）であった[22]佐久間宣行は、自身より6つ歳上だと思い込んで同局内でニアミスした際に敬語で話していたが、佐久間が制作しているバラエティ番組『ゴッドタン』の初代チーフADであった篠原裕明[注 8]と同い歳と聞いて愕然としたと述懐している[23][24]。
- 『そこまで言うか!』シリーズのアンカーマンを担当するまで、入社以後から報道番組を担当したことがなかった[25]。しかし、元来読書家であり、様々なジャンルの著者の著作を元に番組を進行して来た様を『週刊プレイボーイ』から取材を受けた際「ラジオの池上彰」[26] と准えられた。その結果、白紙の状態から番組に携わったことで独自のポジションが築けたと評している。また、アナウンサーであるが、現場取材に沢山赴いている。報道番組をやるに辺り、「主張」と「根拠」のギャップを埋めるため[27] であると説明し、特に令和元年房総半島台風（台風15号）ではニッポン放送のAM波送信所も所在する千葉県の房総半島地域の甚大な被害状況が首都圏に所在する放送局に勤めて居ながら、現場に入るまで正確な被害状況を知ることができなかったと述懐しており、今後も現場に赴くことは続けるとしている[28][注 9]。
2016年参院選のニッポン放送の選挙特番時、前回の2013年参院選時の開票特番で自由民主党総裁である安倍が各局個別インタビューで他局の対応に気分を悪くし、総裁の共同、個別インタビューに応じない意向と事前に記者クラブに告げていたことを聞き[29][30]、共同インタビューの仕切りがニッポン放送であったため、飯田が仲介として自民党サイドと交渉し、ラジオ各局の共同代表インタビューのみ実現させ、安倍総裁へのインタビューにこぎ着けたことがある[31]。一方で安倍に迎合する姿勢は同局の競合他局で飯田の裏番組に出演している編集者の荻上チキ、コラムニストの小田嶋隆から「安倍の提灯持ち」と揶揄されたことがある。これに対して自著の中で、飯田は質問の切口が甘かったことに問題があれば批判は受け付けるが、「建前の反権力は不安定な物であり、特に印象論で政権を批判する事が反権力である思い込んでいると、本論そっちのけで批判内容がエスカレートすることに繋がり、事態を見誤ることになる」と批判している[31]。
- 『垣花正 あなたとハッピー!』の中継コーナー「それゆけハッピー 飯田コージの外はおまかせ!」では、上下オレンジの衣装に身を包み、ミカンは俺の色と自称しており[32]、場合によって衣装が後述する飯田が好きな球団と敵対する球団のグッズを身に纏っていたこともある。これは2008年6月の調査率調査週間に合わせて飯田のキャラ付けをする一環で「オレンジマン」ということにするため、スタッフが急遽ディスカントストアで上着だけ調達してきたのをやむなく着たのだが、その後中継箇所に足を運ぶリスナーからオレンジのグッズが届くようになり、ついにはメガネから靴下・スニーカーに至るまで全身オレンジのスタイルが出来上がったという[注 10]。なお、この頃に中継の仕事を極めようとして、当時、このコーナーが終わったすぐ後からで同局の裏番組で放送している、TBSラジオ『毒蝮三太夫のミュージックプレゼント』をこっそり聴いて、毒蝮三太夫の話術を勉強した[4]。
- 2015年入社のアナウンサーである、新行市佳の新人アナウンサー研修のチューター担当であり、主に取材研修を受け持っていた。また、新行の研修時、国際鉄道連合主催の「第9回 UIC世界高速鉄道会議」で取材研修を行った際、新行が研修取材後、待ち合わせ場所で落ち合う予定を自身は高速鉄道シミュレーターを楽しんで、新行を放置した経験がある[33]。その後、アナウンサールームでの席次が2018年3月末まで隣席で[注 11]、飯田が同局の近所に所在するフィットネスクラブ通っており『ザ・ボイス』放送時期は出勤前に同施設のプールで泳いでいた際に着用していた海水パンツを新行の隣に平然と干して、新行の番組内のネタにされていた[35]。結果として、隣席の2人で『OK! Cozy up!』を受け持つこととなった[36]。
- 『ズーム』2016年2月20日放送分で、安倍晋三と共演した際[注 12]、本人の前でモノマネを披露し安倍本人から「公認」して貰った[37]。また、モノマネのクオリティの高さから安倍に同行した番記者からどちらが話をしているのか聞き取れず混乱したと非難を受けた[37]。それから、5年後、安倍が総理退任後初めてニッポン放送に来訪し、飯田の冠番組へ番組出演し、収録終了後本人と一対一でモノマネ継続の確認を行い、改めて公認を与えた[38]。この他、様々な形でモノマネを披露することがある。2006年、『清水ミチコのミッチャン・インポッシブル』のアシスタントに就任した際、清水ミチコからは「モノマネに重要なのは相手に対するリスペクト」という言葉ももらっている。清水とは番組終了後も特番でパートナーとなったり、清水のイベントのコーナーに出演するなどの交流が続いている。
- 生まれつき運動が苦手で、自ら「体幹年齢50代」[32][39]と自称しており、中学2年時の体育の成績が5段階評価の「2」であったので、高校進学推薦試験の内申書に影響し、飯田が進学希望していた県立高校に進学できなかったとしている[40]。だが、社命で番組企画として東京マラソン2011に出走することとなったが[41]、無事に完走した[42]。
- 阪神タイガースのファンであり、『ザ･ボイス』放送時には過去、月曜のコメンテーターであった勝谷誠彦と週末の結果等を振り返っていた。また、同様に読売ジャイアンツファンである、火曜のコメンテーターの宮崎哲弥、木曜隔週コメンテーターであった有本香とセ･リーグペナントレースの話題のトークしていたが、『OK! Cozy up!』開始以後は同じタイガースファンである月曜コメンテーターの須田慎一郎と[43] 火曜隔週に出演している有本とペナントレースの話題を展開している[44]。

## 出演番組

### 現在
- 飯田浩司のOK! Cozy up!（パーソナリティ） - 2018年4月2日 -
- 辛坊治郎ズーム そこまで言うか!（アンカーマン、「Zoom On!」（ニュース解説）[注 13]）※木曜[注 14] - 2012年4月7日 - 2017年9月30日、2020年4月30日 -

### 過去

#### テレビ
- カツヤマサヒコSHOW（サンテレビ）- 2015年7月18日

#### インターネット動画配信
- 飯田浩司のブロードバンド!ニッポン（LFX mudigi）※水曜 - 2005年10月6日 - 2007年4月1日
- 川上アキラの人のふんどしでひとりふんどし（テレ朝動画） - 2020年3月23日
- テレ東NEWS Youtubeチャンネル（テレビ東京）※篠原裕明同局官邸キャップとの共演 - 2020年8月27日 -

#### ラジオ
- ザ・ボイス そこまで言うか!（アンカーマン）- 2012年1月9日 - 2018年3月29日
- ザ・ニュースショー〜そこまで言うか!〜（アシスタント）※「ザ・ボイス」のパイロット番組 - 2011年8月22日 - 8月26日
- ニッポン放送選挙特別番組※『ザ・ボイス』派生版の2012年12月16日、2013年7月21日も含む
  - ニッポン放送特別番組 衆議院選挙開票速報 〜"アベノミクス"に国民の審判下る！〜（中継リポーター） - 2014年12月14日
  - ニッポン放送参議院選挙開票速報特別番組（アンカーマン） - 2016年7月10日
  - ニッポン放送衆議院選挙開票速報!「国民はこう決断した!」（アンカーマン） - 2017年10月22日
  - ニッポン放送参議院選挙開票速報令和初の国政選挙を制するのは!?（アンカーマン） - 2019年7月21日
- ニッポン放送報道特別番組
  - 東日本大震災から6年…復興は今（スタジオレポート）- 2017年3月11日
  - 東日本大震災から7年「本気の備えはできていますか?」（パーソナリティ）- 2018年3月11日
- ラジオで安心 みんなの防災 2015（リポーター）- 2015年9月6日
- ラジオで安心 みんなの防災 2016（パーソナリティ）- 2016年9月3日
- 祝賀御列の儀 実況生中継（二重橋前交差点地点 リポーター） - 2019年11月10日
- voice of workers（パーソナリティ） - 2020年5月6日
- ニッポン放送開局記念日スペシャル 笑顔が一番!あなたと一緒に50年（電リクセンター リポーター） - 2004年7月15日
- 飯田コージ それゆけ横浜放送局（メインパーソナリティの初冠新春特番番組） - 2007年1月2日
- 飯田浩司の「声だしていこー。」（パーソナリティ）- 2010年10月4日 - 2011年4月1日
- TOYOTA ハッピータウンサーキット中継リポーター
  - 笑顔満開!ひでたけ・よしこの大吉ラジオ - 2005年10月31日 - 2006年3月31日
  - 高嶋ひでたけの特ダネラジオ 夕焼けホットライン - 2007年10月1日 - 2008年3月28日
  - 小倉智昭のラジオサーキット - 2006年10月14日 - 2009年3月28日（中継担当）、2009年4月4日 - 2012年3月31日（コーナー担当）
- 垣花正 あなたとハッピー!（「飯田コージの外はおまかせ！」中継リポーター）- 2007年10月1日 - 2011年12月30日
- ラジオ・チャリティー・ミュージックソン（2009年、2016年12月24、25日（アシスタント）、2017年12月24、25日（吉田飯田の仲良し募金隊※飯田役）、2018年12月24日（しあわせ募金隊）、2019年12月24日（しあわせ募金隊）、2020年12月24日（リポーター））
- 清水ミチコのミッチャン・インポッシブル（アシスタント）- 2006年10月14日 - 2014年3月29日、2019年4月20日
- 相田翔子のビューティフルライフ（アシスタント）- 2010年10月4日 - 2011年4月1日
- 里崎智也のスポーツ直球勝負! （アシスタント） - 2017年10月8日 - 2018年4月1日
- 菊正宗 ほろよいイブニングトーク（パーソナリティ）- 2010年10月4日 - 2011年4月1日
- 知ってる?24時。（2代目知ってるストーリー進行役）- 2005年7月4日 - 2006年3月30日
- 有楽町情報交差点（パーソナリティ）※月 - 水曜 - 2006年4月 - 2006年9月
- オールナイトニッポンレコード（パーソナリティ） - 2006年4月 - 9月
- ニッポン放送ショウアップナイター・ショウアップナイターハイライト（スタジオ担当）- 2006年度（土、日曜）、2007、2016年度（土曜）、2008、2009年度（月曜）
- サタデーソングコレクション（パーソナリティ）- 2006年度
- 中村征夫の世界の国から（アシスタント）2006年10月4日 - 2007年3月28日
- JOLF INFORMATION（パーソナリティ）- 2008年4月 - 2009年9月
- 週刊!ニッポン放送（パーソナリティ） - 2009年4月 - 2009年12月20日
- オールナイトニッポンR よしもと浅草花月（パーソナリティ） - 2009年4月25日 - 2010年3月5日
  - 俺たちのオールナイトニッポン40時間スペシャル※2008年2月25日、AM3:00 - 5:00担当
- ショウアップナイターバッテリー（パーソナリティ） - 2009年10月5日 - 2010年4月2日
- 琉球ユタ・はるのゆいま〜る（アシスタント）
- ニッポン放送新春スペシャル
  - ビバリー昼ズニューイヤースペシャル 清水ミチコのミッチャン・インポッシブル新春増刊号（パーソナリティ） - 2007年1月1日
  - 飯田浩司の聴くとハッピーニューイヤー2010 〜世界の国からめでタイガー〜（パーソナリティ） - 2010年1月1日
  - ニッポン放送新春スペシャル 元日!サキドリゲッターズ〜2017年の話題をシェア!〜（パーソナリティ） - 2017年1月1日
  - 飯田浩司のわんダフル初日の出 in 犬吠埼（パーソナリティ） - 2019年1月1日
- 清水ミチコのオールナイトニッポンGOLD〜わが人生の一曲 マイベスト1〜（アシスタント） - 2015年4月24日
- 清水ミチコ 平成ミュージックライブラリ（パートナー） - 2019年2月4日 - 7日
- 八木亜希子 LOVE&MELODY（パートナー） - 2020年2月22日、4月11、25日、6月6日
- オードリーのオールナイトニッポン（ゲーム対決ゲスト[注 15]）- 2013年12月14日、2016年12月24日[注 16]、2017年6月17日、2021年10月23日、2023年12月16日
- ミュ〜コミ+プラス（代演パーソナリティ向けラジオドラマ[注 17]）- 2018年9月13日
- うえやなぎまさひこのサプライズ!※「青空トモエ・コウジのWイントロクイズ」でレギュラーの新保友映休演時の代理リポーター
- 5年後の夢を語ろう!※渡邉美樹出演休止時のインタビュアー
- 山瀬まみ ごごばん!フライデースペシャル※アシスタント代理 - 2012年7月27日
- 清水ミチコのラジオビバリー昼ズ[注 18]
- SHELLY GO ROUND（ニュース担当）※SHELLY欠席時の代理パーソナリティを増山と『ズーム そこまで言うか!』を続行して代理 - 2014年6月7日
- くり万太郎のサンデー早起き有楽町※くり万太郎体調不良欠席時の代理 - 2015年11月8日
- DAYS※安東弘樹欠席時のパーソナリティ代理 - 2019年4月25日
- ノンストップミュージック（パーソナリティ） - 2007年 - 2011年3月31日
- ゴッドアフタヌーン アッコのいいかげんに1000回（ニュース担当）
- アイドリング!!!の金8（「自己PRタイム」指令役）
- シシド・カフカのオールナイトニッポン0(ZERO)（一部コーナージングル）
- AKBラジオドラマ劇場（ナレーション）
- ニッポン放送イヤーエンドスペシャル サンスポGoGoQueenRADIO（番組OPナレーション） - 2018年12月31日
- ショウアップタイガー〜18年振りのアレ〜 - 2023年9月18日[注 19]
- 伊集院光のタネ（スペシャルパートナー） - 2024年8月29日・30日

※ 以下提供ナレーション
- 銀河に吠えろ!宇宙GメンTAKUYA（ナレーション）
- 宇宙GメンEX（ナレーション）
- 角田龍平のオールナイトニッポンR（ナレーション）
- 大沢あかねのハイジャンプ・レディオ!（ナレーション）
- オモシロ万博音楽館（ナレーション）
- 三宅裕司のサンデーハッピーパラダイス（ナレーション）
- ニッポン放送ミュージッククリップ
- SISTER JETのミュージック・パーティー（ナレーション）
- ますおかちゃんねる（ナレーション）
- 鴻上尚史と岡本玲のサンデー・オトナラボ（ナレーション）
- クレイジーラッツのラッツ!ゴー!クレイジー!（ナレーション）
- 広瀬香美のオールナイトニッポンGOLD（ナレーション）
- ゆずのオールナイトニッポンGOLD（ナレーション）
- 関ジャニ∞大倉忠義 日曜日好っきゃねん（ナレーション）
- 剛力彩芽 スマイル S2 スマイル
- ノースリーブスの「週刊ノースリー部」（ナレーション）
- The Voice of Farmers（提供クレジット）
- back numberのオールナイトニッポン（ナレーション）
- タッキーの滝沢電波城（ナレーション）

## その他
J-CPACにパネリストとして出席。

### コマーシャル
- 日清・カップヌードル 月曜 - 土曜23:00時報前及びAKB48のオールナイトニッポン内コマーシャル
- 学研
- 産経新聞社・正論
- バイク王
- 正栄食品工業
- メッセグループ
- 測範社
- 高松建設
- くるまやラーメン
- 明星食品
- 東京エレクトロン
- 競馬エイト
- ハーバー研究所
- 森永製菓

ほか多数。

### ナレーション
- JR東日本マナーアップキャンペーン「マナーdeキープ お時間ドーリ」 2019年3月度[45] - ※中央・総武緩行線両国駅構内アナウンス

### CD
- テツノポップ（塩塚博のアルバム、エアトレイン担当） - 2011年1月26日発売

### DVD
- 私という他人（2013年 清水ミチコと共演）

### 動画
- 国民の叔母・清水ミチコの「ババとロック」in 日本武道館※「いつでも安心 おまかせ ドッコイショッピング」 - 2013年12月30日

### コラム
- ニッポン放送・飯田浩司のそこまで言うか（夕刊フジ） - 2019年6月4日 -

### 映画
- 孤狼の血 LEVEL2（2021年8月20日、東映） - 声のみ出演

## 著作
- 『「反権力」は正義ですか　―ラジオニュースの現場から―』新潮新書、2020年1月16日。ISBN 978-4-106108464。
- 『「わかりやすさ」を疑え』SBクリエイティブ、2024年10月6日。ISBN 978-4815621735。